# Portugais uruguayen
 (novembre 2015).
Si vous disposez d'ouvrages ou d'articles de référence ou si vous connaissez des sites web de qualité traitant du thème abordé ici, merci de compléter l'article en donnant les références utiles à sa vérifiabilité et en les liant à la section « Notes et références ».
Le portugais uruguayen, également connu sous le nom de portuñol riverense, fronterizo (en espagnol) ou fronteiriço (en portugais), est une variété dialectale du portugais, de ce qui est désormais[Quand ?] connu dans les milieux universitaires sous le nom de Dialectos portugueses del Uruguay (DPU). Il est parlé par environ 15% de la population uruguayenne, et est utilisé dans la région frontalière entre l'Uruguay et le Brésil dans des villes comme Artigas et Quaraí, mais surtout dans la région des villes jumelles de Rivera et Santana do Livramento. Cette région frontalière est appelée Fronteira da Paz ("Frontière de la Paix"). Ce nom est le résultat de la culture d'intégration née de la coexistence pacifique internationale des deux peuples.

## Caractéristiques générales
Comme toute langue, le portugais uruguayen est très dynamique et hétérogène, avec un continuum de dialectes allant du portugais brésilien "standard" (brasilero, en portugais uruguayen) à l'espagnol rioplatense (castelhano, en portugais). Cependant, elle présente une variante qui est la plus utilisée, et qui peut être prise comme base d'étude : elle est géographiquement située dans la zone qui a pour centre les villes de Rivera et Santana do Livramento et s'étend sur une bande de plusieurs kilomètres le long de la frontière. Il s'agit de la variante dont il est question dans cet article, même si, à partir de maintenant, elle sera appelée simplement Portuñol ou Riverense, noms par lesquels elle est identifiée par les personnes qui la parlent.
La plupart des linguistes classent le portuñol comme un dialecte du portugais (notamment Adolfo Elizaincín, qui l'appelle techniquement DPU - dialecte portugais de l'Uruguay), bien qu'il n'y ait pas de consensus. Ce que l'on peut dire avec certitude, c'est que, en recevant l'apport de deux langues, le portugais est un dialecte très riche, dans le sens où il possède une grande variété de synonymes et de mots plus précis pour exprimer des connotations spécifiques, en plus de posséder une plus grande richesse phonétique. Le Riverense n'est pas un mélange de deux langues. Il est important de souligner que seuls les citoyens uruguayens utilisent ce dialecte, un bilinguisme qui n'existe pas du côté brésilien.

## Origine
L'origine remonte à l'époque de la colonisation portugaise dans la région nord de l'Uruguay, où l'on ne savait pas très bien à qui appartenaient ces territoires, qui passaient successivement d'une couronne à l'autre. Non seulement l'espagnol a influencé le portugais uruguayen, mais aussi les langues indigènes, dans certains cas ; par exemple : gurí (enfant), mamboretá (mante religieuse), caracú (os de vache).

## Phonologie et orthographe
Le dialecte uruguayen du portugais ne possède pas d'orthographe formellement définie, mais dans cet article une orthographe du portugais uruguayen sera présentée afin de permettre la représentation de ses phonèmes de la manière la plus précise et cohérente possible, en mettant en évidence les caractéristiques phonologiques de cette variété linguistique. Tous ses locuteurs n'utilisent pas la même prononciation pour les mêmes mots (comme c'est le cas pour la plupart des langues). Néanmoins, l'écriture choisie est très représentative des traits les plus fréquents et les plus distinctifs.
La représentation choisie est la plus proche de l'orthographe standard du portugais.

### Les voyelles
Les voyelles se prononcent comme les cinq voyelles de l'espagnol, qui existent également en portugais:
| lettre | API  | Portugais uruguayen | Prononciation (API) | Portugais brésilien             | Espagnol rioplatense | Français              |
| ------ | ---- | ------------------- | ------------------- | ------------------------------- | -------------------- | --------------------- |
| a      | a    | papa                | [ˈpapa]             | batata, papa                    | papa                 | pomme de terre/patate |
| a      | a    | catarata            | [kataˈɾata]         | catarata, queda d’água, cascata | catarata             | cascade               |
| e      | e    | peixe               | [ˈpeʃe]             | peixe                           | pez                  | poisson               |
| e      | e    | detergente          | [deterˈχente]       | detergente                      | detergente           | détergent             |
| i      | i, j | cisco               | [ˈsisko]            | lixo, cisco                     | basura               | ordure(s)             |
| i      | i, j | ninho               | [ˈniɲo]             | ninho                           | nido                 | nid                   |
| i      | i, j | cear                | [sja]               | cear, jantar                    | cenar                | dîner                 |
| o      | o    | ontonte             | [onˈtonte]          | anteontem, ontonte (informel)   | anteayer             | avant-hier            |
| o      | o    | olho                | [ˈojo]              | olho                            | ojo                  | œil                   |
| o      | o    | poço                | [ˈposo]             | poço                            | pozo                 | puits                 |
| u      | u, w | jururu              | [ʒuɾuˈɾu]           | triste, melancólico, jururu     | triste, melancólico  | triste, mélancolique  |
| u      | u, w | no                  | [nu]                | no                              | en el                | dans le/la...         |
| u      | u, w | acoar               | [aˈkwa]             | latir, ladrar, acoar            | ladrar               | aboyer                |